# Raimundas Katilius
Raimundas Katilius (*  16. März 1947 Vilnius; † 4. April 2000 in Bad Kissingen) war ein litauischer Musikpädagoge, Geiger und Professor.

## Leben
1964 absolvierte Katilius die Čiurlionis-Kunstschule als Schüler von Emilija Armonienė und Aleksandras Livontas, 1970 das Studium als Schüler von Igor Bezrodn und 1972 die Aspirantur am Moskauer Konservatorium. Von 1971 bis 1975 spielte er Geige in einem Streichquartett in Moskau. Ab 1975 lehrte er an der Musik- und Theaterakademie Litauens, ab 1989 als Professor.
Unter seinen rund 60 Schülern sind Leonidas Binderis, Jelena Alymova, Darius Dikšaitis, Martynas Švėgžda von Bekkeris u. a.
Sein Grab befindet sich auf dem Friedhof Antakalnis.
Er spielte mit den Pianisten Larisa Lobkova, Leonid Dorfman, Golda Vainberg-Tatz und Petras Geniušas. Er gab Konzerte mit dem Litauischen Nationalen Symphonieorchester und dem Lietuvos kamerinis orkestras.

## Auszeichnungen
- 1981: Staatspreis der Litauischen Sozialistischen Sowjetrepublik
- 1995: Litauischer Nationalpreis für Kultur und Kunst
- 1998: Gediminas-Orden, 3. Stufe